# Mariene ecoregio Fiji-eilanden
De Mariene ecoregio Fiji-eilanden (147) (Engels: Fiji Islands marine ecoregion) is een biogeografische regio en ligt in het zuidwesten van de Grote Oceaan in de Mariene provincie Tropische Zuidwestelijke Stille Oceaan (35) in het Marien rijk Centrale Indo-Pacific. De mariene ecoregio is vastgesteld door het World Wide Fund for Nature en The Nature Conservancy en is vernoemd naar de Fiji-eilanden.
In het oosten grenst het gebied aan de mariene ecoregio Tonga-eilanden (146), in het noordoosten aan de mariene ecoregio Samoa-eilanden (157), in het noorden aan de mariene ecoregio Gilbert- en Ellice-eilanden (154) en in het zuidwesten aan de mariene ecoregio Vanuatu (148).

## Geografie
De mariene ecoregio ligt in het zuidwesten van de Grote Oceaan rond het grootste deel van de Fiji-eilanden van Fiji. Het gebied strekt zich uit van de wateren rond de eilanden Vanua Levu in het noorden, Ono-i-Lau in het zuidoosten en Viti Levu in het westen.
Door het gebied stroomt de Pacifische Zuidequatoriale stroom, onderdeel van de Zuid-Pacifische gyre.

## Biogeografie
Het gebied kent zeeleven dat houdt van tropische temperaturen.